# پتوفی ۴۴۸۳
سیارک ۴۴۸۳ (به انگلیسی: 4483 Petofi، نامگذاری:1986RC2) چهار هزار و چهارصد و هشتاد و سومین سیارک کشف شده‌است که در ۹ سپتامبر ۱۹۸۶ کشف شد.
قدر مطلق سیارک برابر ۱۱٫۹۰ است.